# 源纯夏
源纯夏（1979年5月2日—）生于德岛县德岛市，是一名日本女子游泳运动员。她在2000年夏季奥林匹克运动会中，参加了女子4x100米混合泳接力比赛并获得团体铜牌。